# Bulbophyllum fuscum
Bulbophyllum fuscum là một loài phong lan thuộc chi Bulbophyllum.